# Jacob Harms de Weerd
Jacob Harms de Weerd (Nieuwe Pekela, 18 juni 1782 - aldaar, 19 maart 1859), was schout/burgemeester.

## Biografie
De Weerd was een zoon van Harm Harms de Weerd en Elizabeth Klaassens Jonker. Hij was gehuwd met Eenje Rengerts Brouwer, dochter van Rengert Arents en Jantje Jannes.
De Weerd was schout/burgemeester van Nieuwe Pekela van 1823-1853.